# Distretto di Ramdane Djamel
Il distretto di Ramdane Djamel è un distretto della Provincia di Skikda, in Algeria.

## Comuni
Il distretto di Ramdane Djamel comprende 2 comuni:
- Ramdane Djamel
- Beni Bechir